# Lago del Desierto
Lago del Desierto je jezero ledovcového původu v departementu Lago Argentino na jihozápadě provincie Santa Cruz v jižní Argentině, v Patagonii. Leží ve nadmořské výšce 506 m. Jezero má rozlohu 4 km². Je protáhlé v severojižním směru v délce 9 km při maximální šířce 0,7 km.

## Vodní režim
Hlavním přítokem je v severozápadním výběžku jezera Río Diablo a na jihu z jezera odtéká Río de las Vueltas.

## Hraniční spor
Nachází se nedaleko hranic s Chile a obě země vedly spory, na jakém území se vodní plocha nachází. Podle smlouvy z roku 1881 to totiž nebylo zcela jasné (oblast v té době nebyla úplně podrobně zmapována). Spor byl vyřešen v roce 1994 na základě soudního rozhodnutí. Chile, která ve sporu prohrála, později žádala o přezkoumání, avšak nakonec neuspěla. V Chile je jezero označováno jako „Laguna del Desierto“.